# Малеин (византијска племићка породица)
Малеин ( грч. Μαλεΐνος   ) је било презиме византијске грчке породице, први пут потврђено у 9. веку, која се уздигла међу најважније и најмоћније чланове анадолске аристократије ( динатои ) у 10. веку, дајући многе генерале византијској војсци . Након што су њено богатство и моћ постали мета византијског цара Василија II (р. 976–1025), она је опала, иако се њени чланови још увек налазе у Анадолији и на Балкану током 11. и 12. века.

## Историја и чланови
Породица, грчког порекла, први пут се јавља у другој половини 9. века. Претпоставља се да презиме потиче од локације Малагине у Битинији, међутим њена главна имања и база моћи су били у теми Харсијанона у Кападокији, која се мора сматрати њеном правом домовином.  
Први познати члан породице био је генерал Нићифор Малеин, за кога се зна само да је 866. године угушио побуну логотета тоу дромоу Симбатија, рођака недавно убијеног цезара Варде .   Патрикије и војсковођа Евстатије Малеин, потврђен касније у веку, вероватно је био брат или син Нићифора. Евстатијев син, Еудоким, оженио се ћерком патрикија Адралеста, који је био у сродству са царем Романом I Лакапином (р. 920–944).   
Еудоким је имао седморо деце, међу којима су најистакнутији били Константин и Михаило Малеин. Константин је био генерал и дугогодишњи управник ( стратегос ) теме Кападокије средином 10. века. Са свог положаја, Константин је учествовао у неколико похода против Арапа . Михаило се у младости замонашио и постигао велику славу. Био је ментор Атанасија Атонског и духовни саветник његових сестрића, браће Нићифора Фоке (будућег цара Никифора II, р. 963–969) и Лава Фоке, рођеног од неименоване сестре, жене војсковође Варде Фокe Старији .    Лав Малеино, вероватно син Нићифора или Константина Малеина, учествовао је у биткама против Арапа у Сирији и погинуо је 953 .   
Захваљујући овим везама са растућом моћи породице Фока, до 950-их Малеини су се успоставили као једна од водећих анатолских породица и стекли огромно богатство. Према арапским изворима, једно од њихових имања протезало се непрекидно од Клаудиополиса у Битинији до реке Сангариос, покривајући око 115 квадратних километара.   Водећи представник породице у последњем 10. веку био је Константинов син, магистрос Еустахије Малеин. Водећи генерал под царем Јованом I Цимискијем (р. 969–976) и током првих година владавине цара Василија II, учествовао је у аристократској побуни 987. коју је предводио Варда Фока Млађи . Након Фокине смрти 989. године, Малеин није био строго кажњен, већ је био затворен на својим имањима. После неколико година, цар Василије II га је преместио у Цариград и конфисковао његово богатство после Јевстатијеве смрти.  
Малеини никада нису повратили своју бившу моћ након овог ударца. Чланови породице су још увек посведочени оловним печатима чиновника (са релативно високим титулама као што су патрикиос и проедрос ) и помињу се у књижевним или правним изворима из 11. и 12. века, који такође документују насељавање огранка породице у Македонији, већина вероватно због освајања Кападокије од стране Турака Селџука . Природа и оскудност ових референци показују ефективни губитак било какве политичке моћи од стране породице: Стефан Малеин је био земљопоседник у близини Солуна 1084. године, а други Малеин, који се побунио против цара Андроника I Комнина (р. 1183–1185) 1185., описује Никита Хонијат као ни племенитог порекла ни богатог. Породица након тога није посведочена.  
Породица Малеин је такође посведочена у јужној Италији и посебно у Калабрији од друге половине 10. века и до 12. века, који су служили као војници, администратори или чланови цркве. Њихова веза, ако постоји, са анатолском породицом Малеина, није позната.  